# NGC 1957
NGC 1957 é uma galáxia elíptica (E) localizada na direcção da constelação de Lepus. Possui uma declinação de -14° 07' 57" e uma ascensão recta de 5 horas, 32 minutos e 55,1 segundos.
A galáxia NGC 1957 foi descoberta em 1886 por Frank Leavenworth.